# Галерия Фундана
Галерия Фундана (на латински: Galeria Fundana; * 3 юни 40 г.) е през 69 г. римска императрица.
Дъщеря е на бивш претор. Тя е втората съпруга на император Вителий, с когото има син Авъл Вителий Германик Младши (* 62/63;), който е убит през декември 69 г. в Рим, и дъщеря Галерия Вителия.